# Lambahanna
Lambahanna (est. Lambahanna) – jezioro w Estonii w prowincji Valgamaa, w gminie Otepää. Położone jest na zachód od wsi Truuta. Ma powierzchnię 4,2 ha, linię brzegową o długości 1427 m, długość 520 m i szerokość 115 m. Należy do pojezierza Kooraste (est. Kooraste järved). Sąsiaduje z jeziorami Voki, Sinikejärv, Nahajärv. Przepływa przez nie rzeka Pühäjõgi.